# Augustine Birrell
Augustine Birrell, född 19 januari 1850, död 20 november 1933, var en brittisk skriftställare och politiker.
Birrell, som till yrket varit advokat och 1896-99 juris professor i London, framträdde på 1800-talet som litterär kritiker och utgav bland annat Obiter dicta (1884), Essays about men, women and books (1894), Seven lectures on the law and history of copyright in books (1899), More Obiter dicta (1924) samt ett antal biografier, såsom Life of Charlotte Brontë (1885). Birrells Collected essays and adresses 1880-1920 utgavs 1922.
Birrell var även liberal ledamot av underhuset 1889-1900 och 1906-18. Han var undervisningsminister i Campbell-Bannermans ministär 1905-07 och minister för Irland 1907-16.